# Johan Ickx
Pour les articles homonymes, voir Ickx.
Johan Ickx, né en 1962, est un historien et archiviste belge. Il est le directeur des Archives historiques de la section pour les Relations avec les États de la Secrétairerie d'État du Saint-Siège. Ses travaux de recherche portent principalement sur l'histoire de l'Église catholique du Moyen Âge au XXe siècle.

## Biographie
Johan Ickx est originaire d'Anvers, en Flandre,.
Il étudie les sciences religieuses, la théologie et la philosophie à l'université catholique de Louvain, puis il obtient un doctorat en histoire ecclésiastique à l'université pontificale grégorienne de Rome. Il est le premier laïc à étudier à la faculté de théologie de cette université. Sa thèse de doctorat, rédigée en 2000, porte sur la condamnation des professeurs de l'université catholique de Louvain par le Saint-Siège au XIXe siècle.
Johan Ickx travaille d'abord comme assistant académique à la revue Archivum Historiae Pontificiae, avant de devenir le premier laïc membre de la Congrégation pour la doctrine de la foi en 2000 et en 2005 archiviste du tribunal de la Pénitencerie apostolique, dont il est également la première personnalité laïque. Le 26 juin 2008, il est nommé consulteur de la Congrégation pour la cause des saints pour un mandat de cinq ans. Ce poste est renouvelé le 19 décembre 2013.
Dès 2006, Johan Ickx participe activement à l'inventaire et à la préparation de l'ouverture de plus de 2 millions de documents d'archives vaticanes du pontificat de Pie XII, qui sera officialisée par le pape François en mars 2020. En 2010, il devient directeur des Archives historiques de la section pour les Relations avec les États de la Secrétairerie d'État du Saint-Siège.
Johan Ickx rédige une étude sur l'évaluation par le Saint-Siège de la tactique de l'Empire allemand en Belgique occupée pendant la Première Guerre mondiale, intitulée La guerre et le Vatican et publiée en 2017 ; celle-ci est préfacée par le cardinal et secrétaire d'État du Saint-Siège Pietro Parolin. Il y affirme notamment qu'Eugenio Pacelli, futur pape Pie XII, alors secrétaire aux Affaires ecclésiastiques extraordinaires (l'équivalent du ministre des Affaires étrangères du Saint-Siège), aurait fortement incité le Vatican à écarter la propagande allemande et à reconnaître que l'Allemagne tentait de « terroriser la population » belge. En outre, il affirme que le changement de diplomatie du Saint-Siège entre 1914 et 1915 a été grandement influencé par ce qu'il appelle le « Club des cinq », composé du professeur belge Simon Deploige, du haut-fonctionnaire français Louis Canet, de l'amiral japonais Yamamoto Shinjiro, de Mgr Vladimir Ghika et du diplomate britannique John Duncan Gregory (de), qui se seraient réunis en secret près de l'église Saint-Julien-des-Flamands à Rome sous la protection du cardinal Francis Aidan Gasquet,,.
En 2018, Johan Ickx reçoit le prix Romulus de la Société de Rome de Louvain.
En 2020 sort son ouvrage Le bureau : les Juifs de Pie XII, dans lequel il analyse les actions du pape Pie XII durant la Seconde Guerre mondiale et la Shoah au regard des archives ouvertes plus tôt dans l'année par le pape François. Il y affirme notamment que Pie XII aurait mis en place un « bureau » afin de sauver quelque 2 800 Juifs. Dans une interview à France Inter, il déclare notamment : « [Pie XII] a cherché la paix jusqu'au bout au début de son pontificat et pendant la guerre, il cherche l'amitié des Américains, [...] il a rejeté des lois anti raciales de Pétain ». Cet ouvrage est parfois perçu comme une réhabilitation du rôle de Pie XII durant l'Holocauste,,,,.

## Publications (sélection)
en tant que rédacteur
- (it) avec Manlio Sodi (de) (réd.), La Penitenzieria apostolica e il sacramento della penitenza. Percorsi storici-giuridici-teologici e prospettive pastorali, Librairie éditrice vaticane, 2009[17],[18]

en tant qu'auteur
- (it) Diplomazia segreta in Vaticano (1914-1915). Eugenio Pacelli e la resistenza alleata a Roma, Sienne, Cantagalli, 2018
Traduit en français sous le titre Johan Ickx, La guerre et le Vatican : les secrets de la diplomatie du Saint-Siège (1914-1915), Paris, Éditions du Cerf, 2018
- (it) Chiesa del silenzio e diplomazia pontificia 1945-1965 / Umlčaná Cirkev a pápežská diplomacia 1945-1965, Vatican, Librairie éditrice vaticane, 2018, « L’Ostpolitik di Pio XII. Il “modus vivendi” proposto a Mosca 1946-1947. Il caso di padre Alessandro Töhötöm Nagy S.J. », pp. 155-179
- (it) « Nem, nem, soha! – Io non faccio della politica... La partenza del nunzio apostolico mons. Lorenzo Schioppa da Budapest », dans Incorrupta monumenta Ecclesiam defendunt. Studi offerti a mons. Sergio Pagano, prefetto dell’Archivio Segreto Vaticano, Vatican, Archives secrètes du Vatican, 2018, pp. 291-310
- (en) « The Holy See and Refugees (1933-1945) », dans Refugee Policies from 1933 until Today: Challenges and Responsibilities, Berlin, Metropol - International Holocaust Remembrance Alliance, 2018, pp. 63-95
- (de) « Campo Santo Teutonico und Santa Maria dell’Anima als Drehscheiben der Geheimdiplomatie im Umfeld der Papstwahl von 1903 », dans Signum in bonum. Festschrift für Wilhelm Imkamp zum 60. Geburtstag, Ratisbonne, Verlag Friedrich Pustet, 2011, pp. 347-373
- (it) La Santa Sede tra Lamennais e san Tommaso d’Aquino. La condanna di Gerard Casimir Ubaghs e della dottrina dell’Università Cattolica di Lovanio (1834-1870), Vatican, Archives secrètes du Vatican, 2005
- (en) Un chapitre dans Lieve Gevers et Jan Bank (réd.), Religion under Siege : The Roman Catholic Church in Occupied Europe (1939-1950), vol. I, Louvain, Peeters, 2007[19]
- Le bureau : les Juifs de Pie XII  (trad. Dominique Haas et Denis Bouchin), Michel Lafon, 2020 (EAN 9782749937472), p. 485